# Taguasco
Taguasco är en ort i Kuba.   Den ligger i provinsen Provincia de Sancti Spíritus, i den centrala delen av landet, 300 km öster om huvudstaden Havanna. Taguasco ligger 98 meter över havet och antalet invånare är 36 365.
Terrängen runt Taguasco är platt. Runt Taguasco är det ganska tätbefolkat, med 60 invånare per kvadratkilometer. Taguasco är det största samhället i trakten. Trakten runt Taguasco består till största delen av jordbruksmark.